# Aldina
Aldina é um género botânico pertencente à família Fabaceae.
Plantas nativas da região Amazônica da Venezuela.

## Espécie
| - Aldina aurea - Aldina auyantepuiensis - Aldina berryi - Aldina discolor - Aldina elliptica - Aldina heterophylla - Aldina insigni - Aldina kunhardtiana | - Aldina latifolia - Aldina macrophylla - Aldina occidentalis - Aldina paulberryi - Aldina petiolulata - Aldina polyphylla - Aldina reticulata - Aldina yapacanensis |

- «Lista completa»